# Schloss Altenthann

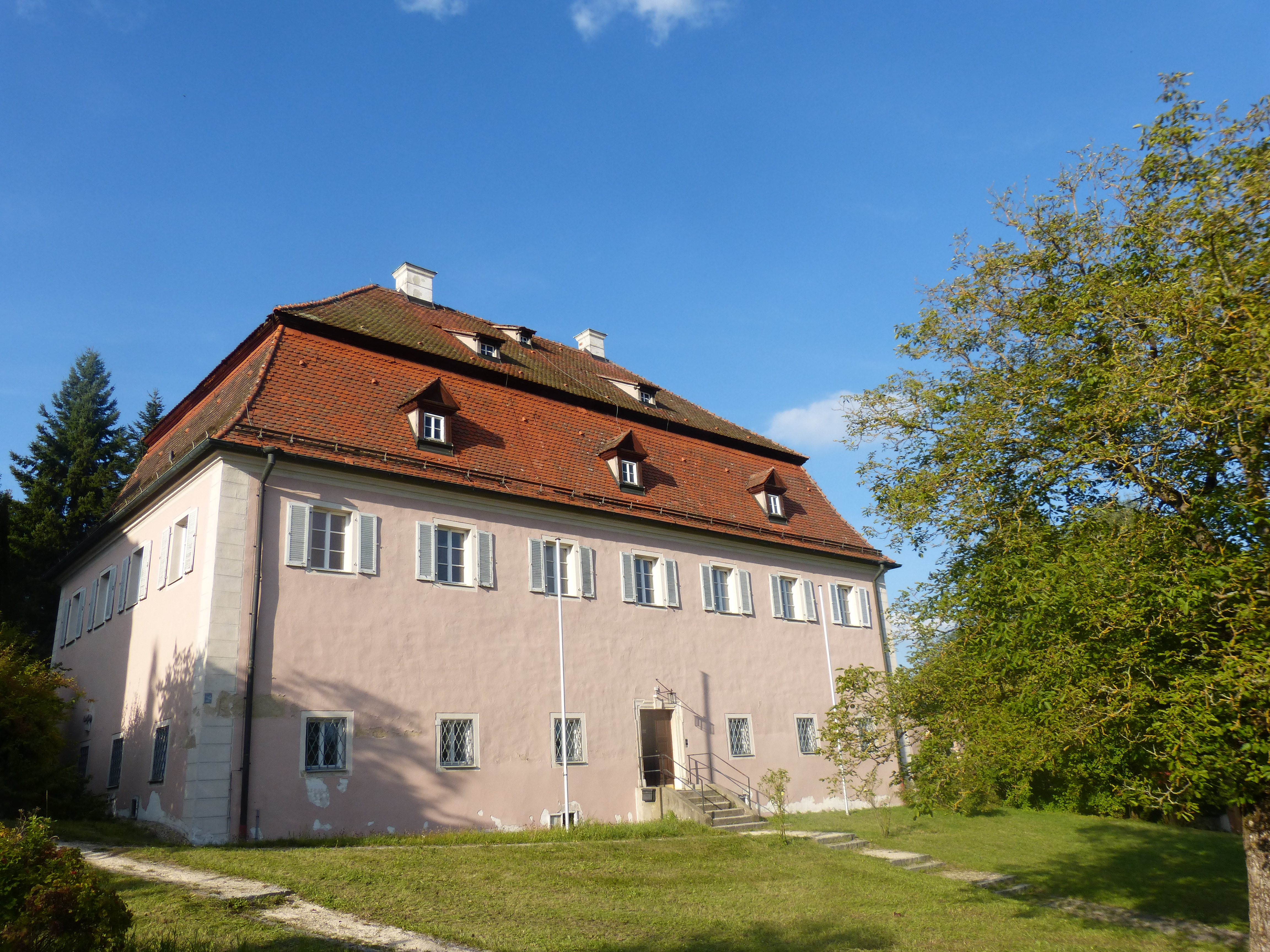
Schloss Altenthann, heute Pfarrhof (2016)

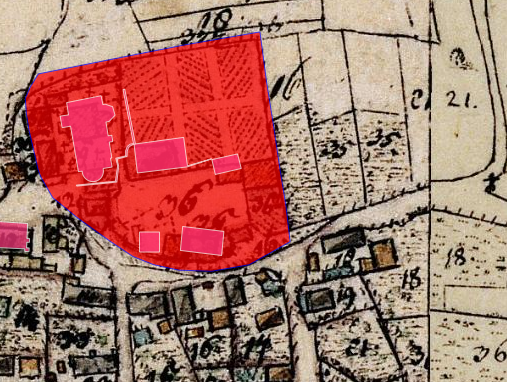
Lageplan von Schloss Altenthann auf dem Urkataster von Bayern

Das Schloss Altenthann liegt in der gleichnamigen Oberpfälzer Gemeinde Altenthann im Landkreis Regensburg von Bayern. Nach einem Brand 1782 wurde es wiederaufgebaut und dient jetzt als Pfarrhof. Das Gebäude ist als Baudenkmal unter der Aktennummer D-3-75-114-4 eingetragen. „Archäologische Befunde und Funde im Bereich der Kath. Pfarrkirche St. Nikolaus und des zugehörigen Pfarrhofes in Altenthann, darunter die Spuren von Vorgängerbauten bzw. älteren Bauphasen der Kirche, der abgebrochenen Friedhofskapelle und eines abgegangenen mittelalterlichen Adelssitzes“ sind zudem als Bodendenkmal mit der Aktennummer D-3-6939-0080 verzeichnet.

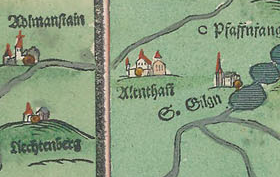
Schloss Altenthann auf den Bairischen Landtafeln von Philipp Apian

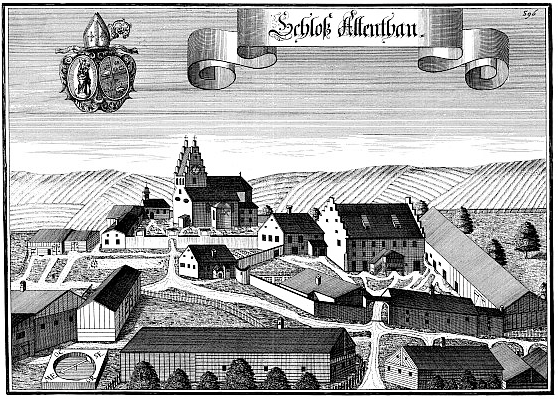
Schloss Altenthann nach einem Stich von Michael Wening (1726)

## Beschreibung
In dem Stich von Michael Wening von 1726 wird neben der Kirche ein Adelssitz festgehalten. Dieser besteht aus einem zweistöckigen Gebäude mit zwei Treppengiebeln und einem Satteldach; links davon steht der ehemalige Pfarrhof.  Rechts davon befindet sich ein längliches Wirtschaftsgebäude. Das Ensemble wurde bei einem Brand von 1782 beeinträchtigt, wobei der ehemalige Pfarrhof zerstört wurde. Das Gelände ist von einer Hofmauer umgeben, durch die ein Bogentor führt; diese Mauer mit dorischer Säulenordnung und Dreiecksgiebel wurde nach 1782 erneuert und besteht heute noch. Der alte Pfarrhof und das landwirtschaftliche Gebäude existieren hingegen nicht mehr, sodass das jetzige Gebäude, abgesehen von zwei kleinen Gebäuden nahe der Einfahrt, frei in dem Hof steht.
Heute befindet sich hier ein zweigeschossiger Bau mit einem doppelten Mansardwalmdach mit mehreren Gaupen, der nach dem Brand von 1782 unter Verwendung der alten Bausubstanz (Keller, Erdgeschoss) wiedererrichtet wurde. Das Ober- und Dachgeschoss wurden nach dem Brand neu errichtet; nach dendrochronologischen Untersuchungen stammt der Dachstuhl  aus dem Jahr 1783/84. Das Gebäude besitzt auf der Schauseite ein geohrtes Sandsteinportal, seitlich an das Gebäude angebaut ist ein Torbogen.

## Geschichte
Die Gegend in dem Gebiet von Lichtenwald, Adlmannstein und Altenthann wurde im 11. Jahrhundert von den Bischöfen von Regensburg und den von  ihnen eingesetzten Ministerialen gerodet.
Altenthann wird in einer Urkunde des Klosters St. Emmeram 1180 erstmals erwähnt; damals werden sechs Leibeigene als Censuale durch den „cappellanus et parrochianus Otto nomine de Altenthanna“ an das Kloster übergeben.
Eine Burg wird hier Ende des 11. Jahrhunderts als Sitz eines bischöflichen Ministerialen erwähnt. Unter ihnen sind zu nennen die Hohenfelser, 1365 haben die Chamerauer Altenthann besessen. Die Zenger sind im 15. Jahrhundert in den Besitz von Lichtenwald und Altenthann gekommen. Altenthann wird ab Mitte des 15. Jahrhunderts als eigenständiger Sitz genannt. Der Letzte der Zenger war ein Otto, der die Hofmark Altenthann vor 1610 an seine Schwester Regina Haunold, geb. Zengerin, übergab und in den Jesuitenorden eintrat. In der Topographie des Philipp Apian von 1568 wird in dem Ort neben der Kirche eine „arx“ (= Burg) am Hang genannt. Damals wird wohl bereits ein Hofmarksschloss, aus dem der heutige Pfarrhof entstanden ist, gemeint sein, nicht aber die mittelalterliche Burg. Dieses Gebäude wurde 1636 im Dreißigjährigen Krieg zerstört und blieb einige Jahre unbewohnt. In diesem Zustand kaufte der Kastner von Burghausen namens Riederer die Hofmark, anschließend kam es zum Neubau eines Schlosses, wie es von Michael Wening dargestellt wird. 1664 kaufte der Prälat des benachbarten Klosters Frauenzell die Hofmark; das Kloster blieb bis zur Säkularisation 1803 Hofmarksherr.
1782 ist das Schloss abgebrannt und wurde wenig später in veränderter Form als Pfarrhof wiedererrichtet, der 1804 erstmals beschrieben wird („Schloß resp. Pfarrhof“). Nach der Säkularisation ist der letzte Abt von Kloster Frauenzell, Heinrich Mühlbauer, hier eingezogen und lebte bis zu seinem Tod 1810 in Altenthann. In seiner Zeit wurde in dem Gebäude eine Hauskapelle eingerichtet und mit einem Altar mit eines Kopie des Gnadenbildes der Maria von Lucas Cranach dem Älteren ausgestattet.